# Lazúrcinege
A lazúrcinege (Cyanistes cyanus vagy Parus cyanus) a madarak osztályának verébalakúak (Passeriformes) rendjébe, a cinegefélék (Paridae) családjába és a Cyanistes madárnembe tartozó faj.

## Rendszerezés
Habár egyes szakértői vélemények szerint a Cyanistes madárnem csak a Parus nem alneme, az Amerikai Ornitológusok Szövetsége (American Ornithologists' Union) a Cyanistes-t külön madárnemként kezeli. Ezt a feltevést alátámasztani látszanak a mitokondriális DNS cytochrome b génszakaszának analízise során elért eredmények is, ráadásul feltételezik, hogy talán más cinegefélékkel sem mutatnak olyan szoros rokonságot, mint azt elsőre gondolták. Egyes rendszerezők a Parus nembe sorolják Parus cyanus néven.

## Előfordulása
Az Amur vidékétől nyugat felé, Közép-Ázsia, Oroszország és Kelet-Európa dús aljnövényzetű lombhullató erdeinek, folyó menti füzeseinek és bozótosainak gyakori fészkelője. Nem vándormadár, költőterületén állandó, de egészen Franciaországig és Hollandiáig is elkóborolhat.

### Magyarországi előfordulása
Hazánkban szórványosan több észlelését is jelentették, de hitelesített előfordulási adata 2018-ig nem volt. [Abban az esetben hitelesíthető egy megfigyelés, ha arról legalább három tapasztalt madarász egymástól függetlenül, hitelt érdemlő módon számol be, vagy ha van tárgyi bizonyíték a faj előfordulására (fénykép, videó, elejtett példány, stb.). Tehát amíg csak egy vagy két madarász lát egy-egy példányt, addig az előfordulást nem lehet hitelesnek tekinteni.] Elfogadott észleléseket az utóbbi időben csak a kék cinegével alkotott hibridjével kapcsolatban regisztráltak, két alkalommal (1988-ban és 1989-ben).
Alfred Brehm Az állatok világa című műve ekképpen számol be az akkori Magyarországon látott lazúrcinegékről: 
"A lazúrcinege Magyarország egyik legritkább madara. Téli vendég, amely eddig kimutathatólag csak a mai Szlovákia területén található Bártfán fordult elő. Dr. Mihalovita Sándor látta itt először, 1876 március havában, majd 1882-ben, amikor újból jelentkezett, néhány példányt el is ejtett s ezeket a Magyar Nemzeti Múzeum gyűjteményének ajándékozta, ahol ezek mai napig is megvannak. Bártfán akkor kivételesen sok mutatkozott. Október 25-én 6 db, 29-én 5 db, majd utoljára november 7-én 6 db."
Chernel István 1899-ben kiadott, Magyarország madarai című háromkötetes, monumentális madaras könyve arról is beszámol, hogy Herman Ottó a kiskunsági (akkor Pest vármegyei) Solton észlelte előfordulását.
Csongrád megyei madarászok 2018 novemberében Facebookon jelentették be egy példány megfigyelését a Szegedi Fehér-tavon; a hírt a sajtó rögtön úgy közvetítette, mintha ezzel eggyel nőtt volna a hazánkban előforduló madárfajok száma, valójában azonban ez az állítás is csak akkor válik megalapozottan kijelenthetővé, ha a megfigyelés megfelelő szakmai hitelesítése megtörténik.

## Alfajai
- Cyanistes cyanus cyanus
- Cyanistes cyanus hyperriphaeus
- Cyanistes cyanus koktalensis
- Cyanistes cyanus tianschanicus
- Cyanistes cyanus yenisseensis
- Cyanistes cyanus flavipectus (egyes rendszerezők szerint külön faj, Cyanistes flavipectus)

## Megjelenése
Testmérete megegyezik a kék cinegéével, ám farka valamivel hosszabb hazai rokonánál. A lazúrcinege a többi cinegefajénál sokkal világosabb, kék-fehér tollazata más fajokéval összetéveszthetetlen. Sapkája és egész alsó fele tiszta fehér. Gallérvonalban és a szemén keresztül keskeny sötétkék sáv húzódik a tarkóig. Hátoldala szürkéskék; sötétkék szárnyán széles, fehér sáv található. Melle közepén feltűnő sötétkék folt díszeleg. Szeme koromfekete, lábai szürkéskékek. Mindkét nem egyforma. A fiatal egyedek sapkája, szárnya és hátoldala is szürkésebb, mint a felnőtt példányoké. A kék cinege és a lazúrcinege közös, kék sapkás hibridjét ("Parus × pleskei") sokáig külön fajnak hitték.

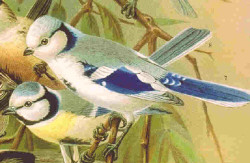
Lazúrcinege (elöl) a kék cinegével alkotott hibridjével, "Pleske cinegéjével" (hátul)

## Életmódja

### Viselkedése
Rendkívül élénk madár, környezetének egyetlen változása sem kerülheti el a figyelmét. Élelem utáni keresgélés közben akrobatikus mozdulatok egész tárházával - sokszor fejjel lefelé ügyeskedve - kápráztatja el az őt figyelőt. Ha megzavarják, fészkét agresszíven csivitelve védi. A párzási időszakban, de már a párválasztás után a hím az első tojások lerakásáig rendszeresen eteti párját.
Röpképe hullámzó.

### Táplálkozása
Tavasztól őszig előszeretettel fogyaszt különféle rovarokat, pókokat és más gerincteleneket. Bámulatos ügyességgel, sokszor fejjel lefelé függeszkedve kutat táplálék után a fák kérgének repedéseiben. Télen magokat és bogyókat keresgél, más cinegefajokkal összeverődve gyakori vendég a mesterséges madáretetőknél.

### Szaporodása

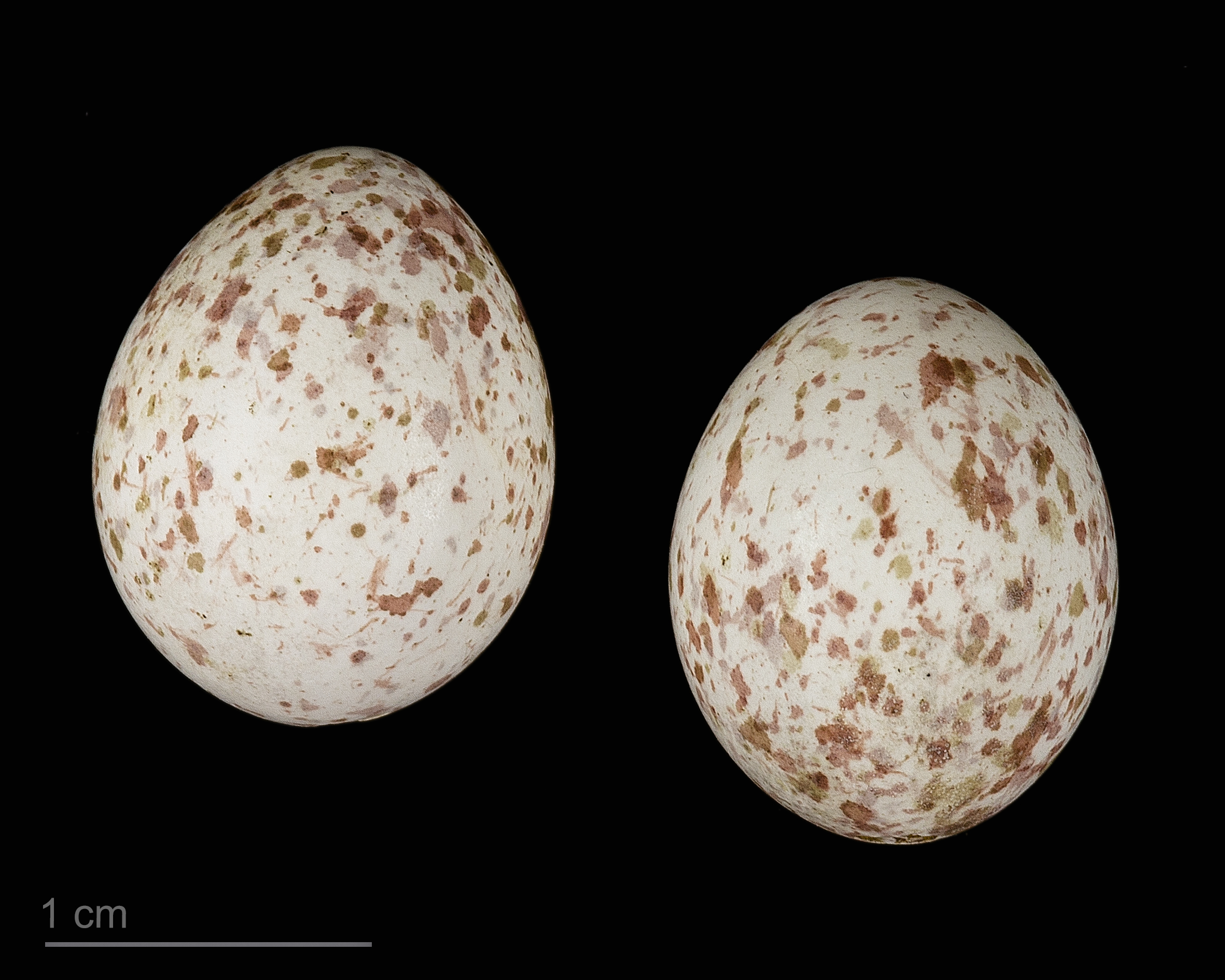
Cyanistes cyanus cyanus

10-12 vörösesbarna pettyekkel tarkított tojását faodvakba rakja, a költési idő 13-14 nap. (Megfelelő körülmények között akár 14-15 tojást is rakhat fészekaljanként.) A fiókák, melyeket mindkét szülő etet, 17-20 napos korukban válnak röpképessé. A lazúrcinege élőhelyén stabil állománnyal rendelkezik, védelemre nem szorul.

### Hangja
Hívóhangjai a kék cinegééhez hasonlítanak. Hangos és rövid éneke a más énekesekétől megkülönböztethető "csi-csi-csrui csi-csi-csrui", mely első hallásra a kék cinege és a búbos cinege hangjainak egyvelege.

## Média

### Képek
- Azúr szárnyak[halott link]
- A kazahok is büszkék lazúrcinegéikre
- Zsákmánnyal
- Azúrkék drágakő Archiválva 2006. június 16-i dátummal a Wayback Machine-ben Vincent van der Spek képei az OrientalBirdImages.org-ról Archiválva 2007. október 26-i dátummal a Wayback Machine-ben
- Graham Catley természetfotós képei a lazúrcinkéről

### Videók
- Lazúrcinege a YouTube-on